# Fermín Galeana
Fermín Galeana (Técpan, Guerrero, 1771 - Hacienda del Zanjón, Guerrero, 1841) fue un militar insurgente mexicano, hermano de Hermenegildo y tío de Pablo Galeana. Sus restos reposan en la Hacienda del Zanjón.

## Vida
Nació en 1771 en el poblado de Técpan en Guerrero. Se dedicó a las labores del campo en la Hacienda del Zanjón, propiedad de su familia junto a sus hermanos Juan José y Hermenegildo (considerado por los españoles el brazo derecho de Morelos) y a sus sobrinos Antonio y Pablo.

## Independencia de México
Se unió a los insurgentes el 7 de noviembre de 1810 junto a su hermano Hermenegildo Galeana a las órdenes de José María Morelos. Su hermano Hermenegildo compró a una nave inglesa un cañón, pieza que dispuso Morelos y lo bautizó El niño. Participó en la fracasada toma de Acapulco y en el reclutamiento de hombres como la familia Bravo y de Vicente Guerrero. Participó en la Batalla de Tenancingo y en el famoso Sitio de Cuautla al lado de Pablo Galeana y Hermenegildo Galeana, su hermano y sobrino. También participó en la Toma de Oaxaca y en el Sitio de Acapulco (1813). Al morir su hermano Hermenegildo sigue combatiendo con Morelos hasta su muerte el 22 de diciembre de 1815. Después sigue combatiendo junto a su hermano Juan José de 1816 a 1818, cuando muere él. Combate en Oaxaca y el este de Guerrero hasta 1821 cuando se adhirió al Plan de Iguala. Entró con el Ejército Trigarante a la capital del país el 27 de septiembre de 1821.

## Primer Imperio
Cuando triunfó la Independencia de México, Agustín de Iturbide lo condecoró con la Orden de Guadalupe y le dio una pensión de $5000 mensuales. No participó en un cargo político pero se le conservó el grado de Coronel. Fue declarado Benemérito de la Patria el 19 de junio de 1823.

## Últimos años y muerte
No se sabe más de Fermín, sólo que en 1822 se retiró a vivir en la Hacienda del Zanjón donde se dedicó a la agricultura junto a su sobrino Pablo Galeana hasta su muerte, ocurrida en 1841. Pablo, cada mes tenía que ir a la capital a recoger la pensión de su tío Fermín. Cuando murieron Fermín y Pablo, la pensión se donó a una fundación de caridad.